# جون ماكنتير (ممثل)
جون هيريك ماكنتير (27 يونيو 1907 - 30 يناير 1991)، هو ممثل أمريكي  ظهر في 65 فيلم والعديد من المسلسلات التلفزيونية. اشتهر ماكنتير باستبداله وارد بوند، عند وفاة بوند المفاجئة في نوفمبر 1960.

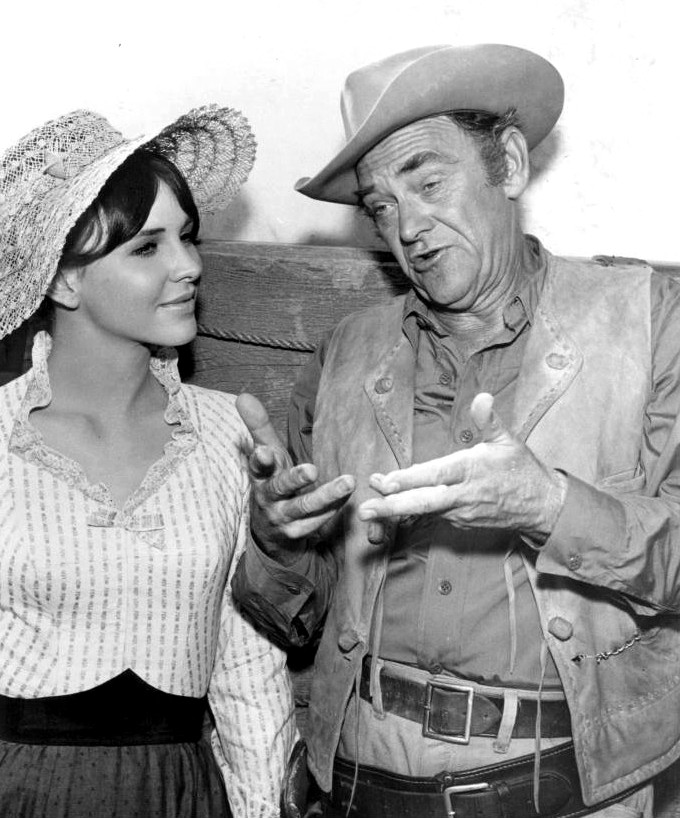
مع ابنته هولي ماكنتير على عربة القطار (1963)

## وفاته
توفي ماكنتير يوم 30 يناير 1991 في باسادينا (كاليفورنيا) (عن عمر يناهز 83 عامًا) بسبب داء الانسداد الرئوي المزمن وسرطان الرئة.

## روابط خارجية
جون ماكنتير (ممثل) على موقع IMDb (الإنجليزية)
- جون ماكنتير (ممثل) على موقع ألو سيني (الفرنسية)
- جون ماكنتير (ممثل) على موقع ميوزك برينز (الإنجليزية)
- جون ماكنتير (ممثل) على موقع أول موفي (الإنجليزية)
- جون ماكنتير (ممثل) على موقع قاعدة بيانات الأفلام السويدية (السويدية)
- جون ماكنتير (ممثل) على موقع إن إن دي بي (الإنجليزية)
- جون ماكنتير (ممثل) على موقع ديسكوغز (الإنجليزية)
- جون ماكنتير (ممثل) على موقع قاعدة بيانات الفيلم (الإنجليزية)
- جون ماكنتير (ممثل) على موقع كينوبويسك (الروسية)